# Pedaria angolana
Pedaria angolana là một loài bọ cánh cứng trong họ Bọ hung (Scarabaeidae).